# Celtic Football Club Women
Maillots
Actualités
Dernière mise à jour : 27 janvier 2024.
Le Celtic Football Club Women, communément appelé « Celtic Glasgow », est un club de football féminin écossais fondé en 2007 à Glasgow. Le club est la version féminine du Celtic Football Club. Il dispute la première division du championnat d'Écosse féminin de football, la Premier league. 
L'équipe joue ses matchs à domicile depuis 2015 au K-Park Training Academy à East Kilbride.

## Histoire
Le club féminin du Celtic a été créé en 2007,. Dès sa première saison, le club se qualifie pour la finale de la Coupe d'Écosse. Les filles du Celtic perdent contre Hibernian Ladies Football Club sur le score de 3 buts à 1 après prolongation,.
En 2010 le Celtic remporte son premier trophée national la Coupe de la Ligue féminine de football. Elles battent en finale le Spartans Football Club Women's and Girl's 4 à 1.
Le Celtic n'a jamais remporté le championnat d'Écosse mais a terminé à quatre reprises à la deuxième place, en 2009, 2010, 2021 et 2023.

### Effectif actuel[Quand?]
| N° | Nat.                   | Poste | Nom du joueur     |
| -- | ---------------------- | ----- | ----------------- |
| 1  | Drapeau de l'Écosse    | G     | Chloe Logan       |
| 2  | Drapeau de l'Irlande   | D     | Keeva Keenan      |
| 4  | Drapeau de l'Écosse    | D     | Cheryl McCulloch  |
| 5  | Drapeau de l'Écosse    | M     | Natalie Ross      |
| 6  | Drapeau de l'Écosse    | D     | Chloe Craig       |
| 7  | Drapeau de l'Écosse    | M     | Kirsty McLaughlin |
| 8  | Drapeau de l'Écosse    | M     | Katherine Smart   |
| 9  | Drapeau de l'Allemagne | A     | Josephine Giard   |
| 11 | Drapeau de l'Écosse    | A     | Sarah Ewens       |
| 12 | Drapeau de l'Écosse    | M     | Rachel Donaldson  |
| 14 | Drapeau des États-Unis | M     | Sarah Teegarden   |

| No. | Nat.                   | Position | Nom du joueur     |
| --- | ---------------------- | -------- | ----------------- |
| 15  | Drapeau de l'Écosse    | M        | Kelly Clark       |
| 16  | Drapeau de l'Écosse    | D        | Emma Black        |
| 17  | Drapeau de l'Écosse    | A        | Kodie Hay         |
| 19  | Drapeau des États-Unis | D        | Kelsey Hodges     |
| 21  | Drapeau de l'Écosse    | D        | Claire Crosbie    |
| 25  | Drapeau de l'Écosse    | G        | Megan Cunningham  |
| 33  | Drapeau de l'Écosse    | D        | Cara McBrearty    |
| 40  | Drapeau de l'Écosse    | D        | Rachael O'Neill   |
| 63  | Drapeau de l'Écosse    | A        | Kathleen McGovern |
|     | Drapeau de l'Écosse    | M        | Lisa Robertson    |
|     | Drapeau des États-Unis | A        | Summer Green      |
| 97  | Drapeau du Maroc       | M        | Nour Imane Addi   |

## Palmarès
- Championnat d'Écosse (1)
  - Champion : 2023-2024
  - Vice-champion : 2009, 2010, 2020-2021 et 2022-2023
- Coupe d'Écosse (2)
  - Vainqueur : 2022 et 2023
  - Finaliste : 2008
- Coupe de la Ligue écossaise (2)
  - Vainqueur : 2010, 2021
  - Finaliste : 2017 et 2018